# 톰 최
톰 최(영어: Tom Choi)는 미국의 배우이다. 대구광역시에서 태어나 4살 때 미국 일리노이주 디모인으로 이민가 그 곳에서 자랐다.